# Gran Premio motociclistico della Malesia 2008
Il Gran Premio motociclistico della Malesia 2008 corso il 19 ottobre, è stato il diciassettesimo Gran Premio della stagione 2008 e ha visto vincere la Yamaha di Valentino Rossi nella classe MotoGP, Álvaro Bautista nella 250 e Gábor Talmácsi nella 125.
Al termine della gara della 250 Marco Simoncelli, giunto 3º al traguardo, diventa matematicamente campione del mondo, conquistando il suo primo e unico titolo nel Motomondiale.

## MotoGP

### Arrivati al traguardo
| Pos | Nº | Pilota           | Squadra                 | Motocicletta | Giri | Tempo     | Griglia | Punti |
| --- | -- | ---------------- | ----------------------- | ------------ | ---- | --------- | ------- | ----- |
| 1   | 46 | Valentino Rossi  | Fiat Yamaha             | Yamaha       | 21   | 43:06.007 | 2       | 25    |
| 2   | 2  | Daniel Pedrosa   | Repsol Honda            | Honda        | 21   | +4.008    | 1       | 20    |
| 3   | 4  | Andrea Dovizioso | JiR Team Scot           | Honda        | 21   | +8.536    | 6       | 16    |
| 4   | 69 | Nicky Hayden     | Repsol Honda            | Honda        | 21   | +8.858    | 4       | 13    |
| 5   | 56 | Shin'ya Nakano   | San Carlo Honda Gresini | Honda        | 21   | +10.583   | 15      | 11    |
| 6   | 1  | Casey Stoner     | Ducati Marlboro         | Ducati       | 21   | +13.640   | 7       | 10    |
| 7   | 65 | Loris Capirossi  | Rizla Suzuki            | Suzuki       | 21   | +15.936   | 8       | 9     |
| 8   | 5  | Colin Edwards    | Tech 3 Yamaha           | Yamaha       | 21   | +18.802   | 5       | 8     |
| 9   | 7  | Chris Vermeulen  | Rizla Suzuki            | Suzuki       | 21   | +23.174   | 11      | 7     |
| 10  | 14 | Randy de Puniet  | LCR Honda               | Honda        | 21   | +25.516   | 9       | 6     |
| 11  | 21 | John Hopkins     | Kawasaki Racing         | Kawasaki     | 21   | +27.609   | 10      | 5     |
| 12  | 13 | Anthony West     | Kawasaki Racing         | Kawasaki     | 21   | +41.399   | 13      | 4     |
| 13  | 50 | Sylvain Guintoli | Alice Team              | Ducati       | 21   | +45.617   | 16      | 3     |
| 14  | 15 | Alex De Angelis  | San Carlo Honda Gresini | Honda        | 21   | +49.003   | 17      | 2     |
| 15  | 24 | Toni Elías       | Alice Team              | Ducati       | 21   | +59.139   | 19      | 1     |
| 16  | 33 | Marco Melandri   | Ducati Marlboro         | Ducati       | 21   | +1:03.328 | 14      |       |
| 17  | 9  | Nobuatsu Aoki    | Rizla Suzuki            | Suzuki       | 21   | +1:48.363 | 18      |       |

### Ritirati
| Nº | Pilota         | Squadra       | Motocicletta | Giri | Griglia |
| -- | -------------- | ------------- | ------------ | ---- | ------- |
| 48 | Jorge Lorenzo  | Fiat Yamaha   | Yamaha       | 12   | 3       |
| 52 | James Toseland | Tech 3 Yamaha | Yamaha       | 2    | 12      |

## Classe 250
Per questa classe in questa occasione venne tagliato il traguardo della 700ª prova (per quanto proprio in questa edizione del mondiale vi fu il caso del GP di Indianapolis dove non fu possibile prendere la partenza a causa delle cattive condizioni atmosferiche).
La 250 fa parte delle categorie presenti già in occasione della prima prova assoluta del motomondiale inaugurato dal Tourist Trophy 1949.

### Arrivati al traguardo
| Pos | Nº | Pilota              | Squadra                    | Motocicletta | Giri | Tempo     | Griglia | Punti |
| --- | -- | ------------------- | -------------------------- | ------------ | ---- | --------- | ------- | ----- |
| 1   | 19 | Álvaro Bautista     | Mapfre Aspar               | Aprilia      | 20   | 42:56.428 | 2       | 25    |
| 2   | 4  | Hiroshi Aoyama      | Red Bull KTM               | KTM          | 20   | +2.586    | 1       | 20    |
| 3   | 58 | Marco Simoncelli    | Metis Gilera               | Gilera       | 20   | +8.343    | 3       | 16    |
| 4   | 72 | Yūki Takahashi      | JiR Team Scot              | Honda        | 20   | +11.032   | 8       | 13    |
| 5   | 41 | Aleix Espargaró     | Lotus Aprilia              | Aprilia      | 20   | +13.846   | 6       | 11    |
| 6   | 6  | Alex Debón          | Lotus Aprilia              | Aprilia      | 20   | +14.274   | 9       | 10    |
| 7   | 15 | Roberto Locatelli   | Metis Gilera               | Gilera       | 20   | +15.101   | 15      | 9     |
| 8   | 14 | Ratthapark Wilairot | Thai Honda PTT SAG         | Honda        | 20   | +16.987   | 5       | 8     |
| 9   | 12 | Thomas Lüthi        | Emmi - Caffe Latte         | Aprilia      | 20   | +25.356   | 14      | 7     |
| 10  | 52 | Lukáš Pešek         | Auto Kelly - CP            | Aprilia      | 20   | +26.846   | 13      | 6     |
| 11  | 32 | Fabrizio Lai        | Campetella Racing          | Gilera       | 20   | +49.907   | 12      | 5     |
| 12  | 17 | Karel Abraham       | Cardion AB Motoracing      | Aprilia      | 20   | +50.088   | 18      | 4     |
| 13  | 25 | Alex Baldolini      | Matteoni Racing            | Aprilia      | 20   | +1:05.816 | 17      | 3     |
| 14  | 35 | Simone Grotzkyj     | Campetella Racing          | Gilera       | 20   | +1:15.544 | 19      | 2     |
| 15  | 10 | Imre Tóth           | Toth Aprilia               | Aprilia      | 20   | +1:19.905 | 16      | 1     |
| 16  | 43 | Manuel Hernández    | Blusens Aprilia            | Aprilia      | 20   | +1:35.890 | 21      |       |
| 17  | 92 | Daniel Arcas        | Blusens Aprilia            | Aprilia      | 20   | +2:00.717 | 22      |       |
| 18  | 45 | Doni Tata Pradita   | Yamaha Pertamina Indonesia | Yamaha       | 20   | +2:28.842 | 20      |       |

### Ritirati
| Nº | Pilota        | Squadra       | Motocicletta | Giri | Griglia |
| -- | ------------- | ------------- | ------------ | ---- | ------- |
| 75 | Mattia Pasini | Polaris World | Aprilia      | 15   | 11      |
| 60 | Julián Simón  | Repsol KTM    | KTM          | 11   | 7       |
| 36 | Mika Kallio   | Red Bull KTM  | KTM          | 5    | 4       |
| 55 | Héctor Faubel | Mapfre Aspar  | Aprilia      | 4    | 10      |

## Classe 125

### Arrivati al traguardo
| Pos | Nº | Pilota             | Squadra                   | Motocicletta | Giri | Tempo     | Griglia | Punti |
| --- | -- | ------------------ | ------------------------- | ------------ | ---- | --------- | ------- | ----- |
| 1   | 1  | Gábor Talmácsi     | Bancaja Aspar             | Aprilia      | 19   | 43:00.716 | 2       | 25    |
| 2   | 38 | Bradley Smith      | Polaris World             | Aprilia      | 19   | +3.416    | 13      | 20    |
| 3   | 24 | Simone Corsi       | Jack & Jones WRB          | Aprilia      | 19   | +6.896    | 8       | 16    |
| 4   | 11 | Sandro Cortese     | Emmi - Caffe Latte        | Aprilia      | 19   | +6.925    | 18      | 13    |
| 5   | 63 | Mike Di Meglio     | Ajo Motorsport            | Derbi        | 19   | +7.115    | 9       | 11    |
| 6   | 44 | Pol Espargaró      | Belson Derbi              | Derbi        | 19   | +15.122   | 4       | 10    |
| 7   | 6  | Joan Olivé         | Belson Derbi              | Derbi        | 19   | +21.805   | 6       | 9     |
| 8   | 77 | Dominique Aegerter | Ajo Motorsport            | Derbi        | 19   | +21.869   | 22      | 8     |
| 9   | 18 | Nicolás Terol      | Jack & Jones WRB          | Aprilia      | 19   | +21.958   | 12      | 7     |
| 10  | 29 | Andrea Iannone     | I.C. Team                 | Aprilia      | 19   | +23.615   | 1       | 6     |
| 11  | 71 | Tomoyoshi Koyama   | Red Bull KTM              | KTM          | 19   | +23.651   | 7       | 5     |
| 12  | 33 | Sergio Gadea       | Bancaja Aspar             | Aprilia      | 19   | +35.224   | 5       | 4     |
| 13  | 8  | Lorenzo Zanetti    | ISPA KTM Aran             | KTM          | 19   | +40.502   | 20      | 3     |
| 14  | 22 | Pablo Nieto        | Onde 2000 KTM             | KTM          | 19   | +51.404   | 17      | 2     |
| 15  | 26 | Adrián Martín      | Bancaja Aspar             | Aprilia      | 19   | +55.726   | 27      | 1     |
| 16  | 16 | Jules Cluzel       | Loncin Racing             | Loncin       | 19   | +56.537   | 23      |       |
| 17  | 94 | Jonas Folger       | Red Bull MotoGP Academy   | KTM          | 19   | +1:07.140 | 29      |       |
| 18  | 72 | Marco Ravaioli     | Matteoni Racing           | Aprilia      | 19   | +1:07.573 | 24      |       |
| 19  | 34 | Randy Krummenacher | Red Bull KTM              | KTM          | 19   | +1:07.741 | 32      |       |
| 20  | 21 | Robin Lässer       | Grizzly Gas Kiefer Racing | Aprilia      | 19   | +1:08.849 | 28      |       |
| 21  | 48 | Bastien Chesaux    | WTR San Marino            | Aprilia      | 19   | +1:46.609 | 34      |       |
| 22  | 95 | Robert Mureșan     | Grizzly Gas Kiefer Racing | Aprilia      | 18   | +1 giro   | 31      |       |

### Ritirati
| Nº | Pilota            | Squadra                   | Motocicletta | Giri | Griglia |
| -- | ----------------- | ------------------------- | ------------ | ---- | ------- |
| 12 | Esteve Rabat      | Repsol KTM                | KTM          | 17   | 25      |
| 51 | Stevie Bonsey     | Degraaf Grand Prix        | Aprilia      | 12   | 15      |
| 17 | Stefan Bradl      | Grizzly Gas Kiefer Racing | Aprilia      | 11   | 10      |
| 45 | Scott Redding     | Blusens Aprilia Junior    | Aprilia      | 11   | 11      |
| 56 | Hugo van den Berg | Degraaf Grand Prix        | Aprilia      | 11   | 30      |
| 35 | Raffaele De Rosa  | Onde 2000 KTM             | KTM          | 8    | 19      |
| 99 | Danny Webb        | Degraaf Grand Prix        | Aprilia      | 8    | 3       |
| 28 | Enrique Jerez     | ISPA KTM Aran             | KTM          | 8    | 33      |
| 5  | Alexis Masbou     | Loncin Racing             | Loncin       | 6    | 14      |
| 73 | Takaaki Nakagami  | I.C. Team                 | Aprilia      | 3    | 21      |

### Non partiti
| Nº | Pilota         | Squadra                | Motocicletta | Griglia |
| -- | -------------- | ---------------------- | ------------ | ------- |
| 7  | Efrén Vázquez  | Blusens Aprilia Junior | Aprilia      | 16      |
| 36 | Cyril Carrillo | FFM Honda GP 125       | Honda        | 26      |

### Non qualificato
| Nº | Pilota       | Squadra    | Motocicletta |
| -- | ------------ | ---------- | ------------ |
| 93 | Marc Márquez | Repsol KTM | KTM          |